# تلمبه عزمی
تلمبه عزمی یک منطقهٔ مسکونی در ایران است که در دهستان ریزآب واقع شده‌است. تلمبه عزمی ۱۲۰ نفر جمعیت دارد.